# Sabotage (film 2014)
Sabotage è un film del 2014 diretto da David Ayer, con protagonisti Arnold Schwarzenegger, Sam Worthington, Olivia Williams, Terrence Howard e Joe Manganiello.

## Trama
Una task force della DEA specializzata in complesse operazioni mobili, effettua un raid nel rifugio segreto di un cartello della droga. Dietro l'operazione di contrasto in realtà si cela un sofisticato furto di valori pianificato dalla squadra ai danni dei narcotrafficanti. Dopo aver nascosto il bottino da dieci milioni di dollari, la squadra del corpo speciale è convinta che il loro segreto sia al sicuro, se non che entro un breve lasso di tempo tutti gli agenti coinvolti nella rapina iniziano misteriosamente a essere assassinati, uno ad uno.

## Produzione

### Progetto e sviluppo
Vagamente ispirato al romanzo ...E poi non rimase nessuno di Agatha Christie, il progetto venne annunciato per la prima volta nell'autunno del 2010, quando la QED International iniziò le contrattazioni col produttore Joe Roth per finanziare il film con la prerogativa di trovare a breve un distributore. La produzione designò Bruce Willis come interprete principale e Patrick Allesandrin come regista che avrebbe dovuto adattare la sceneggiatura di Skip Woods, che figura anche fra lo staff dei produttori. Con un budget stimato in meno di 35 milioni di dollari le riprese sarebbero dovute partire nel dicembre seguente. Tuttavia la produzione del film venne sospesa per ragioni sconosciute. Dopo essere rimasto un anno e mezzo in development hell, il progetto venne ripreso nel maggio 2012 quando Tom Ortenberg e Bill Block annunciarono che la Open Road Films aveva acquisito i diritti di distribuzione del film negli Stati Uniti scritturando Arnold Schwarzenegger come nuovo interprete principale. Col suo ingaggio ad affiancare Roth e Block nel finanziamento del progetto si unì anche Albert S. Ruddy, produttore che negli ultimi due anni aveva tentato più volte invano di lavorare con Schwarzenegger. Noto per l'intera fase di sviluppo con il titolo TEN, il progetto venne poi denominato Breacher (appellativo del personaggio di Schwarzenegger) durante la pre-produzione. Nel corso della lavorazione invece il film riacquistò il titolo originario mentre durante la post-produzione venne reintitolato definitivamente Sabotage.

### Cast
Il 7 maggio 2012, Arnold Schwarzenegger fu il primo attore ad essere confermato nel cast del film nel ruolo del protagonista John 'Breacher' Wharton, capo di una task force. Riguardo al suo ruolo, il regista ha dichiarato che "non interpreterà il classico eroe d'azione ma sarà completamente reinventato. Cercheremo di avvicinarlo sempre di più alla realtà". Il casting partì nel mese di luglio, quando Variety rivelò le trattative inerenti l'attore Sam Worthington per una parte nel film. Il 6 agosto Hollywood Reporter annunciò che Joe Manganiello e Terrence Howard erano stati aggiunti al cast per figurare come componenti del gruppo di Breacher. Due giorni dopo Malin Åkerman entrò in trattative per interpretare una comprimaria del team della DEA, ma all'avvio delle riprese fu sostituita da Mireille Enos, che era già stata scritturata per una parte due settimane dopo di lei. Per quel ruolo erano state provinate anche Kate Mara e Isla Fisher. Il 21 agosto venne ingaggiata l'attrice Olivia Williams per interpretare la protagonista femminile del film, la tenace detective Caroline Brentwood, che indaga su una serie di omicidi. Parallelamente nello stesso giorno Max Martini, noto per aver interpretato Mack Gerhardt nella serie televisiva The Unit, è entrato in negoziati per il ruolo di Pyro, come membro della squadra di agenti scelti. Il 27 del medesimo mese venne ingaggiato Josh Holloway per figurare come membro e medico del gruppo capitanato da Schwarzenegger. Ultimo ad unirsi al cast del film il 15 ottobre (data di inizio riprese) fu Harold Perrineau, nel ruolo di un detective. L'attrice Dawn Olivieri benché avesse firmato per un ruolo minore, alla fine fu rimpiazzata da Julie Ivey. Per prepararsi ai ruoli, gli attori si sottoposero nel Los Angeles Police Department a un intenso addestramento in arti marziali, esercizi tattici e uso delle armi da fuoco.

### Regia
Dopo la conferma di David Ayer alla regia, questi rimaneggiò il copione del film già steso da Skip Woods. Ayer si limitò soltanto a modificare alcune parti della sceneggiatura, lasciando invariata la versione originale scritta precedentemente da Woods e anticipò che a causa della natura esplicita e violenta dei contenuti di Sabotage, la sua regia sarebbe stata impostata inevitabilmente all'interno dei vincoli di un rating "R" (vietato ai minori di 17 anni).

### Riprese
Le operazioni di ripresa principali durarono 60 giorni, dal 15 ottobre al 13 dicembre 2012. Sebbene la maggior parte della lavorazione sia avvenuta ad Atlanta (dove è ambientato il film), per usufruire di una tassazione più favorevole numerose scene sono state girate in varie location dello stato della Georgia quali la Contea di Coweta e Rockdale, Covington, l'Aeroporto Internazionale di Atlanta-Hartsfield-Jackson, Gainesville, Hartford. Il sabato notte del 3 novembre, Sam Wothington, dopo essere stato respinto da un buttafuori all'ingresso di un nightclub di Atalanta, è stato arrestato per condotta sregolata. Nel momento in cui è stato bloccato dalla security del locale aveva gridato: «Sei fottuto! Sono un agente della DEA». Scene aggiuntive furono girate anche a Los Angeles nei primi giorni del giugno 2013.

## Promozione
Il 19 dicembre 2012 è stata pubblicata online la prima immagine ufficiale del film, che è quasi identica a quella che Schwarzenegger aveva postato nel suo profilo Twitter lo scorso ottobre. Undici mesi dopo l'edizione online di USA Today pubblica una manciata di scatti di scena del film. Il 20 novembre 2013 il programma televisivo Entertainment Tonight trasmette il primo trailer del film.

## Distribuzione
La data d'uscita del film nei cinema statunitensi viene inizialmente stabilita al 24 gennaio 2014, per poi essere rinviata all'11 aprile successivo e infine anticipata al 28 marzo, mentre in Italia viene distribuito direttamente in DVD il 17 settembre 2014.